# بريتا
معلومات حول الشركة

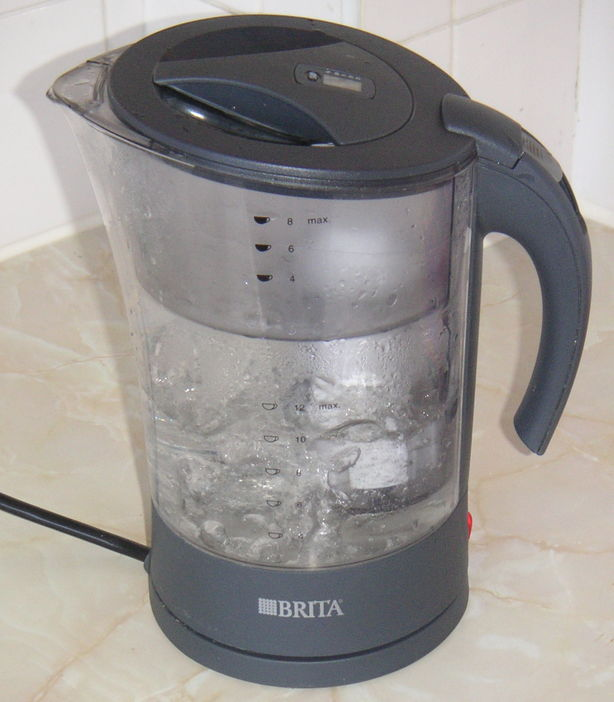
غلاية بريتا ، يمر الماء المغلي من الخزان العلوي خلال عنصر مرشح (أبيض) ثم إلى الإبريق الرئيسي في الأسفل.

•نَوعُ الشَّرِكَةِ: شَرِكَةُ أَعمالٍ عائِليَّةٍ خاصّةٍ.
•الصِّناعةُ: تَنْقِيَةُ المياهِ.
•سَنَةُ التَّأسيس: أَلفٌ وَتِسعُ مِئَةٍ وَسِتٌّ وَسِتّونَ ميلادِيّ.
•المُؤِسِّسُ: هاينز هانكامّر.
•الأشخاصُ الرئيسيّين: ماركوس هانكامّر (المُدير التّنْفيذِيّ)
•المُنتَجات: أَباريق وَ غَلّايات مُنَقِّية للمياه
•العَلاماتُ التِّجاريَّةُ: Brita(خارج الأمريكيتين)، Mavea.
•الإيراداتُ: أَربَعُ مِئَةٍ وتِسعٌ وسِتُّونَ مِليون يورو (عام 2016).
•عَدَدُ المُوَظَّفينَ: أَلْفٌ وسِتُّمِئَةٍ وسَبْعٌ وتِسعونَ مُوَظّفًا حولَ العالَمِ (عام 2016).
(بريتا) هِيَ شَرِكَةٌ أَلْمانِيَّةٌ تَقُومُ بِتَصنيعِ مرشّحاتٍ للمياه.
يَقَعُ المَقَرُّ الرَّئيسيُّ لِلشَّرِكَةِ في تاونوسشتاين، بالقُرْبِ من فيسبادن في هيس، والمانيا.
وتَمتَلِكُ مَرافِقًا لِلتّصنيعِ في كلٍّ من أَلمانيا، الصّين، إيطاليا، سويسرا وفي المَمْلَكَةِ المُتَّحِدَة، 
وتقومُ بِتَوزيعِ مُنْتَجاتِها في سِتٍّ وسِتِّينَ دَولَةً حولَ العالَمِ.

## المُنْتَجاتُ

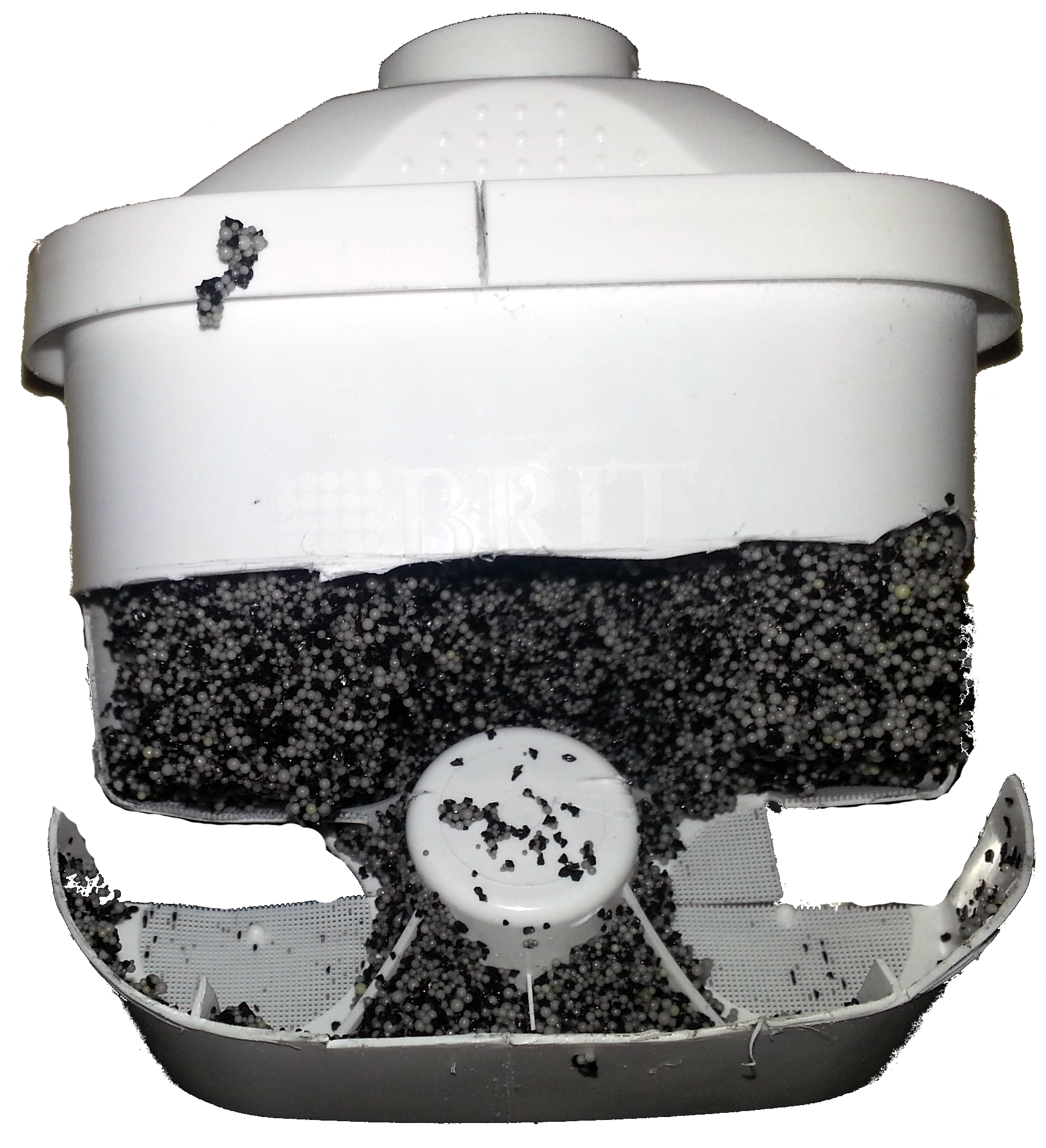
المقطع العرضي لمرشح تنقية المياه بريتا (من نوع "ماكسترا") مع جزيئات فحم منشط جزيئات (أسود) وراتنجات التبادل الأيوني [أبيض].

تُنْتِجُ شَرِكَةُ (بريتا) أَباريقَ ماءٍ (مَصنوعةً من الستايرين ميثيل ميثاكريلات كوبوليمر)، غلّايات ومُرفَقات صنابير مع مُرَشِّحات مُدمَجة معها يُمكِن التَّخَلُّصُ منها (للاستخدامِ مرةً واحِدةً)، وهذه المُرشِّحات يُمكِنُ إِعَادةُ تَدويرِها.
وتَتَكَوَّنُ آلِيَّةُ التّنقِيَة الأَسَاسِيّةِ مِنَ الكربون المُنَشط وراتنج (مادّة صَمغيّة) التَّبادِلِ الأيُونيّ.
حيثُ يتِمّ إنْتاج الكَربون المُنَشط مِن قُشور جَوْز الهِند.
وتَبعًا لِ (بريتا) فإنَّ هذهِ المُرشِّحات لها تَأثِيرانِ:
•الكربون المُنَشّط يُزِيلُ المَوادّ التي رُبّما تُفْسد أو تُضِعِفُ الطَّعْم، ِمثل الكلور وَمُرِكّباتِه.
•راتنج التَّبادُل الأَيونيّ يُقَلِّلُ من الكَربونات الصّلبة (الرَّواسِب الكِلْسيَّة (الجير))وَكَذلك النُّحاس والرَّصاص.

## التَّاريخُ
أُسِّسَت شَرِكَةُ (بريتا) عامَ ألفٍ وتِسْعِ مِئَةٍ وَ سِتٍّ وَسِتّينَ على يدِ هانز هانكامّر، وقد قامَ بتسمية الشركة بِاسْمِ ابنته.
في عامِ أَلْفٍ وَتسعِ مِئةٍ وَثَمَانٍ وَثَمانينَ، شَرِكَةُ كلوركس والّتي مَقَرُّها في أوكلاند، كاليفورنيا، انْضَمَّت إلى اتِّفاقِيَّةِ التَّرخيصِ والتَّوزِيع مع الشَّرِكةِ الألمانيَّةِ لأمريكا الشَّمالِيَّةِ والجَنوبِيَّة.
وفِي عامِ أَلْفَيْن، (كلوركس) اكتَسَبَت الحُقوقَ الوَحِيدَةَ لِلعَلامَةِ التِّجارِيَّةِ في الأَمريكيَّتَيْنِ. و (بريتا) وَافَقَتْ على شرط «عَدَم التَّنافُس» حتّى عامِ أَلْفَيْنِ وَخَمْسَةٍ.
وَفي عَامِ أَلْفَيْنِ وَثَمَانِيَةٍ، عَادَت (بريتا) إِلى سُوقِ أَمريكا الشَّمالِيَّة تَحت العَلامَةِ التِّجارِيَّةِ "Mavea" لِتَنسَحِب مَرَّةً أُخرى عامَ أَلفَينِ وَسِتَّةَ عَشَر.[بحاجة لمصدر أفضل]
وَمَعَ ذَلك، مُنْتَجاتُها لا تَزالُ تُبَاعُ في الوِلاياتِ المُتَّحِدَةِ تَحت العَلامَةِ التِّجارِيَّةِ Brita.